# Административное деление РСФСР на 1 августа 1921 года

## РСФСР. 1 августа 1921 года
Делилась на губернии, республики, АССР, автономные области
- общее число всех субъектов — 61
- общее число губерний — 48
- общее число республик — 3
- общее число АССР — 7
- общее число автономных областей — 3
- общее число волостей (без станиц Кубано-Черноморской области) — 11800
- центр РСФСР — город Москва
- вновь созданные:

1. Мурманская губерния (из части Архангельской губернии)
2. Ново-Николаевская губерния (из Томской губернии)
3. Терская губерния

- список губерний (в скобках — число уездов / волостей):

1. Алтайская (центр — город Барнаул, 4/165)
2. Архангельская (8/185)
3. Астраханская (3/50)
4. Брянская (5/120)
5. Витебская (10/182)
6. Владимирская (13/180)
7. Вологодская (6/189)
8. Воронежская (12/306)
9. Вятская (10/244)
10. Гомельская (13/186)
11. Донская область (центр — город Ростов, 6 округов/174)
  1. Донецкий округ (43)
  2. Первый Донской округ (33)
  3. Верхне-Донской округ (14)
  4. Ростовский округ (38)
  5. Сальский округ (25)
  6. Черкасский округ (21)
12. Екатеринбургская (7/298)
13. Енисейская (центр — Красноярск, 5/143)
14. Ивано-Вознесенская (6/105)
15. Иркутская (11/175)
16. Калужская (11/164)
17. Костромская (11/223)
18. Кубано-Черноморская область (центр — город Краснодар, 10 округов и отделов/638 участков и станиц)
19. Курская (15/224)
20. Московская (15169)
21. Мурманская (1/7)
22. Нижегородская (14/272)
23. Новгородская (7/140)
24. Ново-Николаевская (5/152)
25. Олонецкая (центр — город Петрозаводск, 4/59)
26. Омская (6/234)
27. Орловская (8/154)
28. Пензенская (10/253)
29. Пермская (7/281)
30. Петроградская (8/143)
31. Псковская (8/133)
32. Рязанская (13/281)
33. Рыбинская (7/123)
34. Самарская (6/310)
35. Саратовская (13/329)
36. Северо-Двинская (центр — город Великий Устюг, 5/177)
37. Симбирская (7/188)
38. Смоленская (13/267)
39. Ставропольская (7/161)
40. Тамбовская (12/381)
41. Тверская (12/276)
42. Терская (3/47 волостей и 26 сельских обществ)
43. Томская (5/137)
44. Тульская (12/251)
45. Тюменская (7/207)
46. Уфимская (4/148)
47. Царицынская (6/114)
48. Челябинская (4/188)
49. Череповецкая (5/129)
50. Якутская (5/34)
51. Ярославская (5/117)

- список республик:

1. Крым (центр — город Симферополь, 5/34)
  1. Евпаторийский уезд (7)
  2. Перекопский уезд (7)
  3. Симферопольский уезд (7)
  4. Феодосийский уезд (8)
  5. Ялтинский уезд (5)
2. Трудовая Коммуна немцев Поволжья (центр — город Марксштадт, 13 районов/176 селений)
3. Корельская Трудовая Коммуна (центр — город Петрозаводск, 3/43)

- список АССР (автономных советских социалистических республик)

1. Башкирская АССР (центр — город Стерлитамак, 12/166)
2. Татарская АССР (центр — город Казань, 12 кантонов/243)
3. Киргизская АССР (центр — город Оренбург, 45/1120)
  1. Актюбинская губерния (центр — Актюбинск, 6/138)
  2. Акмолинская область (4/341)
  3. Букеевская губерния (центр — Ханская Ставка, 7/91)
  4. Кустанайская губерния (8/96)
  5. Оренбургская губерния (8/99)
  6. Семипалатинская область (6/210)
  7. Уральская область (5/117)
  8. Адаевский уезд (1/28)
4. Туркестанская АССР (центр — город Ташкент, 30/457)
  1. Аму-Дарьинская область (2/19)
  2. Закаспийская область (центр — город Полторацк, 4/22)
  3. Самаркандская область (4/68)
  4. Семиреченская область (7/83)
  5. Сыр-Дарьинская область (7/147)
  6. Ферганская область (6/118)
5. Дагестанская АССР (центр — город Темир-Хан-Шура, 10 округов/49 участка)
6. Горская АССР (центр — город Владикавказ, 7 округов/302 участка)
  1. Балкарский округ
  2. Дигорский округ
  3. Ингушский округ
  4. Кабардинский округ
  5. Карачаевский округ
  6. Осетинский округ
  7. Чеченский округ
7. АССР Вотского народа (центр — город Глазов, 71)

- список автономных областей:

1. Автономная Чувашская область (центр — город Чебоксары, 3/56)
2. Автономная Калмыцкая область (9 аймаков/47)
3. Автономная Марийская область (центр — город Краснококшайск. 3/37)